# Monarque à face noire
Monarcha melanopsis
Espèce
Statut de conservation UICN

 LC  : Préoccupation mineure
Le Monarque à face noire (Monarcha melanopsis) est une espèce d'oiseau de la famille des Monarchidae. C'est une espèce monotypique.
Le Monarque à face noire a été probablement découvert dans le courant des années 1810, bien que la date exacte en soit quelque peu controversée. Selon les livres d'ornithologie, le découvreur original en serait Louis Jean Pierre Vieillot en l'an 1818. Cependant, certains articles indiquent que Bryan Sun pourrait avoir été le premier à le classer dès 1794.

## Répartition
Cet oiseau vit dans la bande côtière orientale de l'Australie ; il hiverne en Papouasie Nouvelle-Guinée.

## Description
Il est gris, avec le ventre roux et une tache noire sur la face.